# Стоян Попов (учен)
Стоян Георгиев Попов е български учен, изобретател и професор по машиностроене, един от създателите на Държавната политехника.

## Биография
Стоян Попов е роден през 1917 г. в село Лесново, Новоселско. Дядо му по бащина линия поп Младен Христов е свещеник, родом от с. Долни Лозен, а баща му Георги Попмладенов е фелдшер, участвал като такъв във Войните за национално обединение. Стоян Попов завършва Първа софийска мъжка гимназия през 1936 г., след което заминава да учи в Чехословакия и Германия. Завършва Техническото висше училище в Берлин през 1943 г. със специалност „Самолетостроене“.

## Научна кариера
От 1946 г. до пенсионирането си през 1982 г. е преподавател в Машинно технологичния факултет на Висшия машинно-електротехнически институт – София (днес Технически университет – София). Основател на дисциплините рязане на металите и металорежещи машини, по които е написал редица учебници. Създател и дългогодишен ръководител на катедра „Технология на машиностроенето и металорежещи машини“. Създател на редица патентовани изобретения, сред които  – автомат за таблетиране на изкуствени пресматериали и машина за нарязване на цилиндрични зъбни колела с прави и наклонени външни зъби. Дългогодишен заместник-декан на Машинно технологичния факултет, член на Факултетния съвет, член на Специализирания научен съвет, заместник-ректор на Техническия университет. Починал в София през 1994 г.

## Книги
- Попов, Стоян. Скоростно рязане на металите. Скоростно струговане. ИНРА, 1952 г., 126 с.
- Попов, Стоян. Металорежещи машини и рязане на металите. Наука и изкуство, 1958 г., 494 с.
- Попов, Стоян. Познавате ли тези машини. Народна младеж, 1962 г., 84 с.
- Попов, Стоян. Рязане на металите. София: Държавна издателство „Техника“, 1975 г., 350 с.
- Попов, Стоян. Металорежещи машини. София: Държавна издателство „Техника“, 1977 г., 404 с.